# Нименьгское сельское поселение
Ни́меньгское се́льское поселе́ние или муниципальное образование «Ни́меньгское» — муниципальное образование со статусом сельского поселения в Онежском муниципальном районе Архангельской области России.
Соответствует административно-территориальной единице в Онежском районе — Нименьгскому сельсовету.
Административный центр — посёлок Нименьга. Местонахождение администрации — 164895, Архангельская область, Онежский район, п. Нименьга, ул. Центральная, д. 29.

## География
Нименьгское сельское поселение находится в Онежском районе Архангельской области, на южном берегу Онежской губы Белого моря. На западе Нименьгское сельское поселение граничит с Малошуйским городским поселением, на востоке — с Онежским городским поселением и с Порожским сельским поселением. Крупнейшие реки в поселении — Нименьга, Тапшеньга.

## История
Муниципальное образование было образовано в 2006 году
Первоначально МО «Город Онега и Онежский район» предлагало объединить в 2004 году в одно поселение жителей Малошуйской, Нименьгской и Сулозерской администраций, а Ворзогоры включить в состав МО «Онежское».

## Население
| 2006 | 2010  | 2011  | 2012  | 2013  | 2014  | 2015 | 2016 | 2017 |
| ---- | ----- | ----- | ----- | ----- | ----- | ---- | ---- | ---- |
| 1514 | ↘1163 | ↘1155 | ↘1099 | ↘1065 | ↘1015 | ↘985 | ↘970 | ↘929 |
| 2018 | 2019  | 2020  | 2021  | 2023  |       |      |      |      |
| ↘900 | ↘872  | ↘859  | ↘642  | ↘612  |       |      |      |      |

## Состав сельского поселения
В состав сельского поселения входит 8 населённых пунктов:
- деревня Ворзогоры;
- деревня Нименьга;
- посёлок Нименьга;
- железнодорожная станция Нименьга;
- железнодорожная станция Поньга;
- посёлок Шаста;
- железнодорожный разъезд Шастинский;
- деревня Юдмозеро.

## Экономика
- На территории поселения открыта Северо-Нименьгская золоторудная площадь. Её прогнозные ресурсы категории Р3 составляют 14,4 тонны[22]. По оценкам 1999 и 2003 годов (с дополнениями) запасы месторождения Нименьга — 97 тонн[23].
- На территории поселения находилась Нименьгская узкоколейная железная дорога, длина которой составляла не менее 50 км[24].